# Cliff Hawkins
Clifton „Cliff” Hawkins (ur. 24 listopada 1981 w Alexandrii) – amerykański koszykarz, występujący na pozycji rozgrywającego. 
W 2000 został wybrany do IV składu Parade All-American, amerykańskich szkół średnich.
W latach 2000-2004 zawodnik uniwersytetu Kentucky. 
W 2005 reprezentował New Jersey Nets, podczas rozgrywek letniej ligi NBA.
W latach 2008-2011 występował w PLK. W październiku 2008 zaproszony na testy do AZS Koszalin. W koszalińskim zespole ostatecznie nigdy nie zagrał, jednak miesiąc później podpisał kontrakt z innym polskim zespołem - Basketem Kwidzyn. W tym zespole dokończył sezon, kończąc rywalizację z zespołem na 11. miejscu. We wrześniu 2009 przeszedł do Trefla Sopot. W sezonie 2010/2011 zawodnik PBG Basket Poznań.

## Osiągnięcia
Na podstawie, o ile nie zaznaczono inaczej.
NCAA
- Uczestnik rozgrywek:
  - Sweet 16 turnieju NCAA (2001, 2002)
  - Elite 8 turnieju NCAA (2003)

Drużynowe
- Mistrz USBL (2005)
- Półfinał ligi japońskiej (2008)

Indywidualne
- Lider ligi japońskiej w:
  - asystach (2008)
  - przechwytach (2008)

## Statystyki podczas występów w PLK
| Sezon   | Drużyna                 | M  | S5 | MPG  | FG% | 3P% | FT% | RPG | APG | SPG | BPG | PPG  |
| ------- | ----------------------- | -- | -- | ---- | --- | --- | --- | --- | --- | --- | --- | ---- |
| 2008/09 | Bank BPS Basket Kwidzyn | 16 | 4  | 19,0 | 40% | 32% | 73% | 2,2 | 3,4 | 1,9 | 0,2 | 6,9  |
| 2009/10 | Trefl Sopot             | 36 | 36 | 29,7 | 38% | 30% | 60% | 3,1 | 3,8 | 1,8 | 0,0 | 10,3 |
| 2010/11 | PBG Basket Poznań       | 25 | 24 | 25,6 | 35% | 27% | 60% | 3,0 | 4,0 | 1,2 | 0,1 | 6,8  |